# بیرم
بِیرَم، شهری در بخش بیرم از شهرستان لارستان در استان فارس ایران است و مرکز این بخش به‌شمار می‌آید. این شهر در سال ۱۳۷۴ خورشیدی و بر پایهٔ تقسیمات کشوری از روستا به شهر ارتقا یافت. این شهر، مرکز بخش بیرم است.
بر پایهٔ سرشماری عمومی نفوس و مسکن در سال ۱۳۹۵، جمعیت بیرم ۷٬۳۰۰ نفر در قالب ۲٬۱۲۵ خانوار بوده است.

## جغرافیا

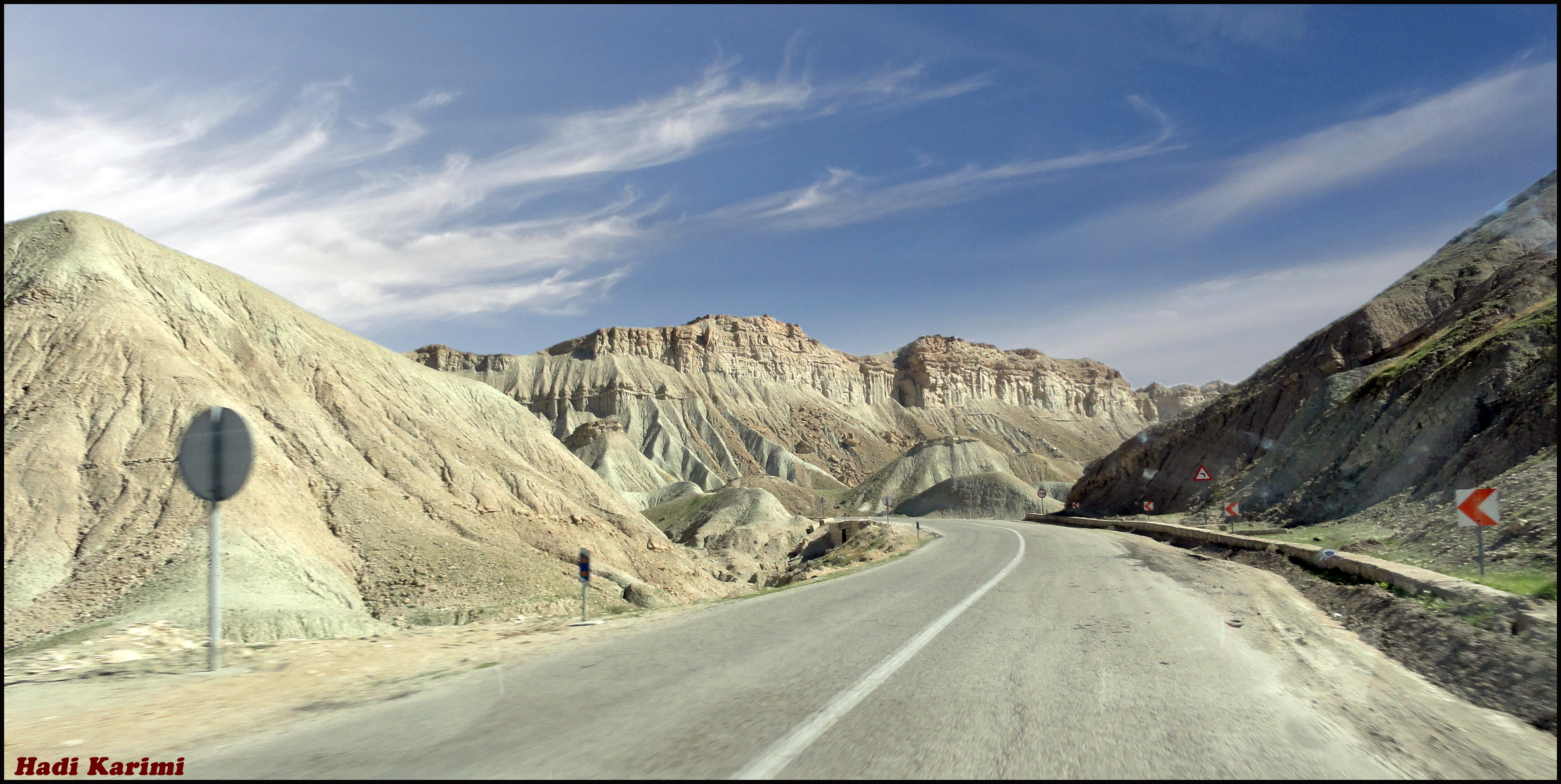
جاده بیرم - فِداغ

شهر بیرم در ۱۳۵ کیلومتری مرکز شهرستان لارستان و ۳۶۰ کیلومتری مرکز استان فارس قرار دارد. این شهر با ارتفاع ۵۰۹ متر از سطح دریا در ۵۳٫۳۵ درجه طول شرقی و ۲۷٫۲۵ درجه عرض جغرافیایی واقع شده و کوه‌های آن دنبالهٔ رشته‌کوه زاگرس جنوبی است که بلندترینشان کوه گاوبست است.
بیرم در جنوب استان فارس و در دشتی وسیع محصور در رشته‌کوه‌های زاگرس جنوبی قرار دارد. این شهر از شمال به ارتفاعات لنگستان، از جنوب و جنوب شرقی به کوه‌های دجرو و گاوبست، از شرق به ارتفاعات طهر و از غرب به نواحی علا مردشت محدود می‌شود. ارتفاع آن از سطح دریا حدود ۴۹۳ تا ۵۰۹ متر است. آب‌وهوای بیرم گرم و خشک بوده و میانگین بارندگی سالانه کمتر از ۲۰۰ میلی‌متر گزارش شده است.
آب‌وهوای بیرم گرم و خشک است و میانگین بارندگی سالانهٔ آن کمتر از ۲۰۰ میلی‌متر می‌باشد. این منطقه در گذشته هزاران اصله نخل داشته و خرمای آن از طریق شیراز به سراسر کشور و حتی کشورهای عربی حاشیهٔ خلیج فارس صادر می‌شده است، اما خشکسالی‌های اخیر، حفر بیش از ۱۲۰ حلقه چاه عمیق و توسعهٔ کشاورزی مدرن باعث افت شدید سطح آب‌های زیرزمینی و نابودی تدریجی نخلستان‌ها شده است. امروز بیشتر زمین‌ها زیر کشت محصولاتی چون گندم، جو، ذرت، یونجه و دانه‌های روغنی است. پوشش گیاهی بیرم شامل گونه‌هایی مانند کهور، کُنار، بادام کوهی و بن و گیاهان دارویی چون آویشن، آنقوزه و بردی است و گونه‌های جانوری آن شغال، روباه، گراز، آهو، بز کوهی، کبک و تیهو به‌شمار می‌آیند.

## تاریخ
بیرم، روستا یا منطقه‌ای با نام پیشین «کُبه» بوده که در سال ۱۳۷۴ خورشیدی به شهر تبدیل شده است. ریشهٔ نام بیرم مشخص نیست. در لغتنامهٔ دهخدا «بیرم» به معنی میله یا پتک آهنی و نوعی پارچه ذکر شده است.
پیشینهٔ سکونت در منطقهٔ بیرم به بیش از دو هزار سال می‌رسد و هستهٔ اولیهٔ مسکونی آن زرتشتی بوده است. آثار قلعه‌ای موسوم به «هفت‌قلعه‌ای» یا «شهرستان» در مرکز شهر باقی مانده است. ساکنان اولیهٔ بیرم زرتشتی بوده‌اند و در محل‌هایی چون تل گوه زندگی می‌کرده‌اند. در مرکز شهر قلعه‌ای به نام «شهرستان» با حصارهای بلند و هفت قلعهٔ تودرتو ساخته شده بود که مرکز حاکمیت وقت موسوم به شاه سلنتور به‌شمار می‌آمد. هفت قلعهٔ محافظ دیگر نیز در اطراف آن قرار داشتند که بقایای آن‌ها هنوز دیده می‌شود.
بیرم که در گذشته «بیخهٔ احشام» نامیده می‌شد، در جنوب فارس میان لار و لامرد قرار دارد. در فارسنامهٔ ناصری، این ناحیه در جنوب غربی لار معرفی شده و روستاهایی چون احشام قائد، چارطاق، چاه برد، خیرگو، دهنو، شیخ عامر، شیرینو، کتک، لاورستان و ملایی جزو آن ذکر شده‌اند. در سه دههٔ اخیر تغییرات اداری موجب جدایی برخی مناطق از بخش بیرم و الحاق آن‌ها به شهرستان‌های همجوار شده است.
در سال ۴۵۲ هجری قمری، سید عفیف‌الدین، مشهور به شاه زَندو، از نوادگان امام موسی کاظم، به بیرم آمد و مردم را به اسلام دعوت کرد. او مرکز فرماندهی خود را در بیرم قرار داد و پس از مرگش در نزدیکی تنب شهرستان، بقعه و بارگاهی برایش ساخته شد که هنوز زیارتگاه مردم است. افزون بر آن، بقاع دیگری نیز در شهر وجود دارد، از جمله امامزاده شاه نورالدین، شاه جلال‌الدین، شاه ابوالحسین، شاه ابوالقاسم، سعد بن سعید، شاه ابوالفتح و میر ابولبه (پیر بل) در ارتفاعات شمال‌شرقی بیرم.کاوش‌های باستان‌شناسی در تل بحره نیز نشانه‌هایی از قدمت ۴۰ تا ۱۵۰ هزار ساله در اشیای تاریخی این منطقه آشکار کرده است.
از آثار مذهبی بیرم می‌توان به قرآن نفیسی اشاره کرد که بنا بر روایات توسط شاه زندو از مکه آورده شد. این قرآن ۵۷۰ صفحه داشت، بر روی پوست آهو و به خط کوفی نوشته شده بود و در هر صفحه هفت تا هشت سطر آیه دیده می‌شد. این نسخه در سال ۱۳۷۸ به سرقت رفت و تنها تصاویری از آن باقی مانده است. همچنین درب ورودی بقعهٔ شاه زندو که متعلق به سال ۹۹۷ هجری قمری و ساخته‌شده از چوب گردو در هند بود، برای نصب به بیرم آورده شده و همچنان از آثار تاریخی این منطقه به‌شمار می‌رود.

## اقتصاد
بیرم در گذشته دارای هزاران نخل و یکی از مراکز تولید خرما در جنوب فارس بود. خشکسالی‌های اخیر و کاهش سطح آب زیرزمینی موجب از بین رفتن بخش بزرگی از نخلستان‌ها شد. در سال‌های اخیر کشاورزی نوین جایگزین بخشی از تولید سنتی شده و محصولاتی چون گندم، جو، ذرت، یونجه و دانه‌های روغنی کشت می‌شود.

## منابع آب

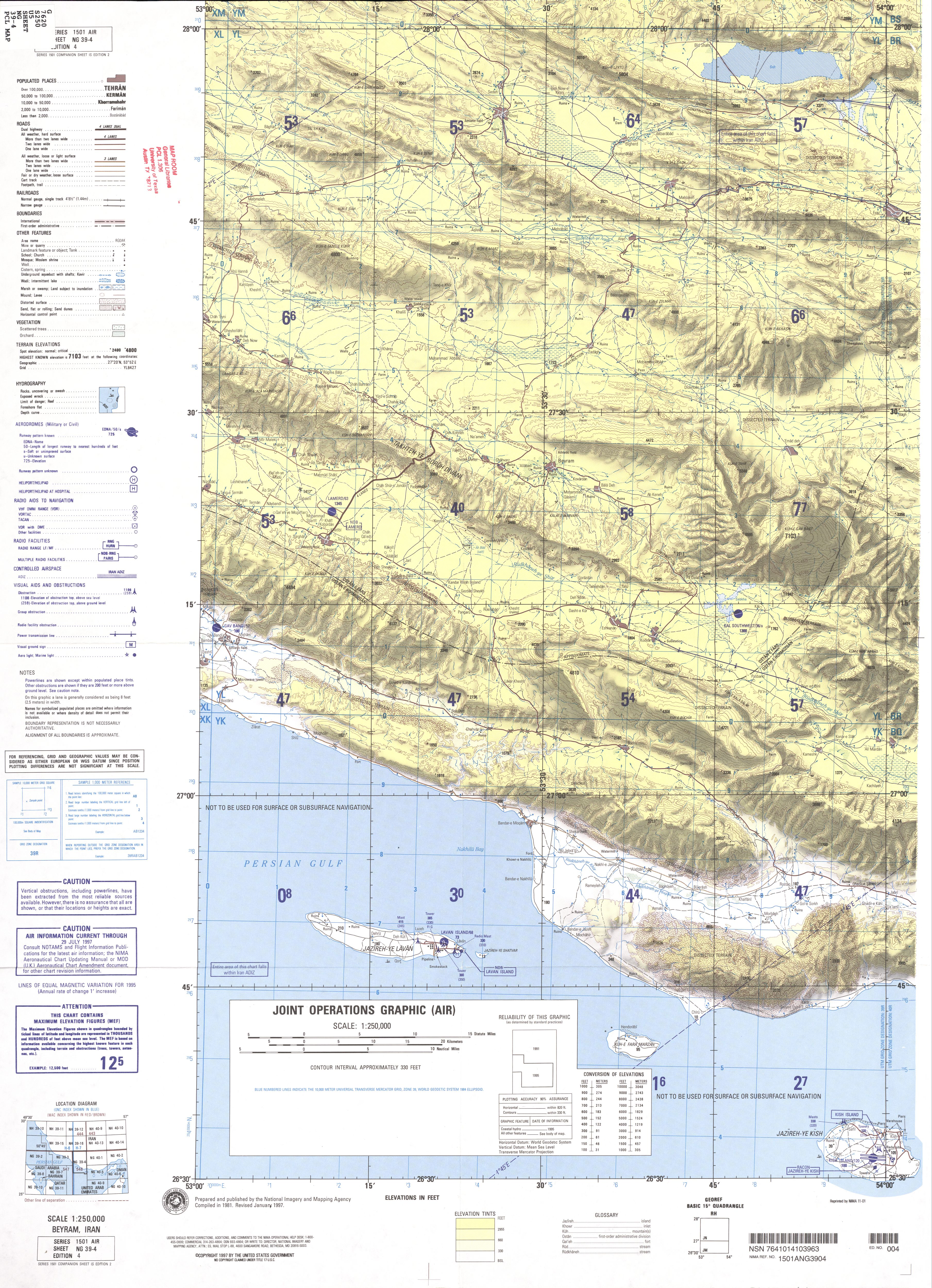